# اليمن في الألعاب الأولمبية الصيفية 2020
شارك اليمن في الألعاب الأولمبية الصيفية 2020 في طوكيو والتي تأجلت من عام 2020 إلى الفترة بين 23 يوليو و8 أغسطس 2021 نتيجة لجائحة فيروس كورونا.

## الرياضيّون
| الرياضة     | الرجال | السيدات | المجموع |
| ----------- | ------ | ------- | ------- |
| ألعاب القوى | 1      | 0       | 1       |
| الجودو      | 1      | 0       | 1       |
| الرماية     | 0      | 1       | 1       |
| السباحة     | 1      | 1       | 2       |
| المجموع     | 3      | 2       | 5       |

## ألعاب القوى
حصلت اليمن على مقعد لرياضيّ واحد من الاتحاد الدولي لألعاب القوى.
أحداث المضمار والميدان
| الرياضيّ      | الحدث        | التصفيات | التصفيات | نصف النهائي | نصف النهائي | النهائي  | النهائي  |
| الرياضيّ      | الحدث        | النتيجة  | الترتيب  | النتيجة     | الترتيب     | النتيجة  | الترتيب  |
| ------------ | ------------ | -------- | -------- | ----------- | ----------- | -------- | -------- |
| أحمد اليعاري | 400 متر رجال | 48.53    | 8        | لم يتقدم    | لم يتقدم    | لم يتقدم | لم يتقدم |

## الجودو
أرسل الاتحاد الدولي للجودو دعوة لمقعد واحد لليمن في الأولمبياد.
| الرياضيّ   | الحدث             | دور الـ64                         | دور الـ32     | دور الـ16     | ربع النهائي   | نصف النهائي   | الملحق        | النهائي / م.ب. | النهائي / م.ب. |
| الرياضيّ   | الحدث             | الخصم النتيجة                     | الخصم النتيجة | الخصم النتيجة | الخصم النتيجة | الخصم النتيجة | الخصم النتيجة | الخصم النتيجة  | الترتيب        |
| --------- | ----------------- | --------------------------------- | ------------- | ------------- | ------------- | ------------- | ------------- | -------------- | -------------- |
| أحمد عياش | تحت 73 كغم - رجال | عقيل جياكوفا (كوسوفو) · خسر 00–10 | لم يتقدم      | لم يتقدم      | لم يتقدم      | لم يتقدم      | لم يتقدم      | لم يتقدم       |                |

## الرماية
حصلت اليمن على دعوة من اللجنة الثلاثية لإرسال رامية للأولمبياد إذا ما حققت المجموع اللازم للتأهل، وعليه شاركت اليمن في منافسات الرماية لأول مرة في تاريخها الأولمبي.
| الرياضيّة      | الحدث                    | التصفيات | التصفيات | النهائي  | النهائي  |
| الرياضيّة      | الحدث                    | النقاط   | الترتيب  | النقاط   | الترتيب  |
| ------------- | ------------------------ | -------- | -------- | -------- | -------- |
| ياسمين الريمي | مسدس هواء 10 متر – سيدات | 551      | 52       | لم تتقدم | لم تتقدم |

## السباحة
حصلت اليمن على دعوة من الاتحاد الدولي للسباحة لإرسال سبّاح وسبّاحة للأولمبياد، للمشاركة في أحداثهم حسب نظام نقاط الاتحاد الدولي للسباحة في 28 يونيو 2021.
| الرياضيّ       | الحدث               | التصفيات | التصفيات | نصف النهائي | نصف النهائي | النهائي  | النهائي  |
| الرياضيّ       | الحدث               | الوقت    | الترتيب  | الوقت       | الترتيب     | الوقت    | الترتيب  |
| ------------- | ------------------- | -------- | -------- | ----------- | ----------- | -------- | -------- |
| مختار اليماني | 100 متر حر - رجال   | 50.52    | 47       | لم يتقدم    | لم يتقدم    | لم يتقدم | لم يتقدم |
| مختار اليماني | 200 متر حر - رجال   | 1:49.97  | 36       | لم يتقدم    | لم يتقدم    | لم يتقدم | لم يتقدم |
| نوران بامطرف  | 100 متر صدر - سيدات | 1:27.79  | 42       | لم تتقدم    | لم تتقدم    | لم تتقدم | لم تتقدم |